# Vališ (pražský biskup)
Vališ či Valíš (Valentin, 12. století – 6. února 1182) byl 15. pražský biskup.

## Život
Valentin pocházel z Durynska. Později se stal řeholním kanovníkem premonstrátského kláštera na Strahově. Díky své zbožnosti se na přímluvu kněžny Alžběty, manželky českého knížete Bedřicha, stal dvorním kaplanem.
Po smrti pražského biskupa Bedřicha byl Vališ s podporou knížecího panovnického páru zvolen jako jeho nástupce. Biskupského svěcení se mu dostalo zřejmě od mohučského metropolity Kristiána I.
Vališ podporoval dobročinnost. Během jeho nedlouhého episkopátu byla vyhlášena usnesení Třetího lateránského koncilu, která měla být zaváděna do praxe a jejich plnění muselo být dozorováno.

## Hrob
Valentin byl pohřben do biskupské krypty v katedrále sv. Víta za oltářem sv. Víta, fragmenty ostatků byly nalezeny při průzkumu roku 1928 a uloženy ve sbírkách Pražského hradu. Jeho hrob je vyznačen novodobou bronzovou deskou v podlaze ochozu katedrály.